# 仲見世通り

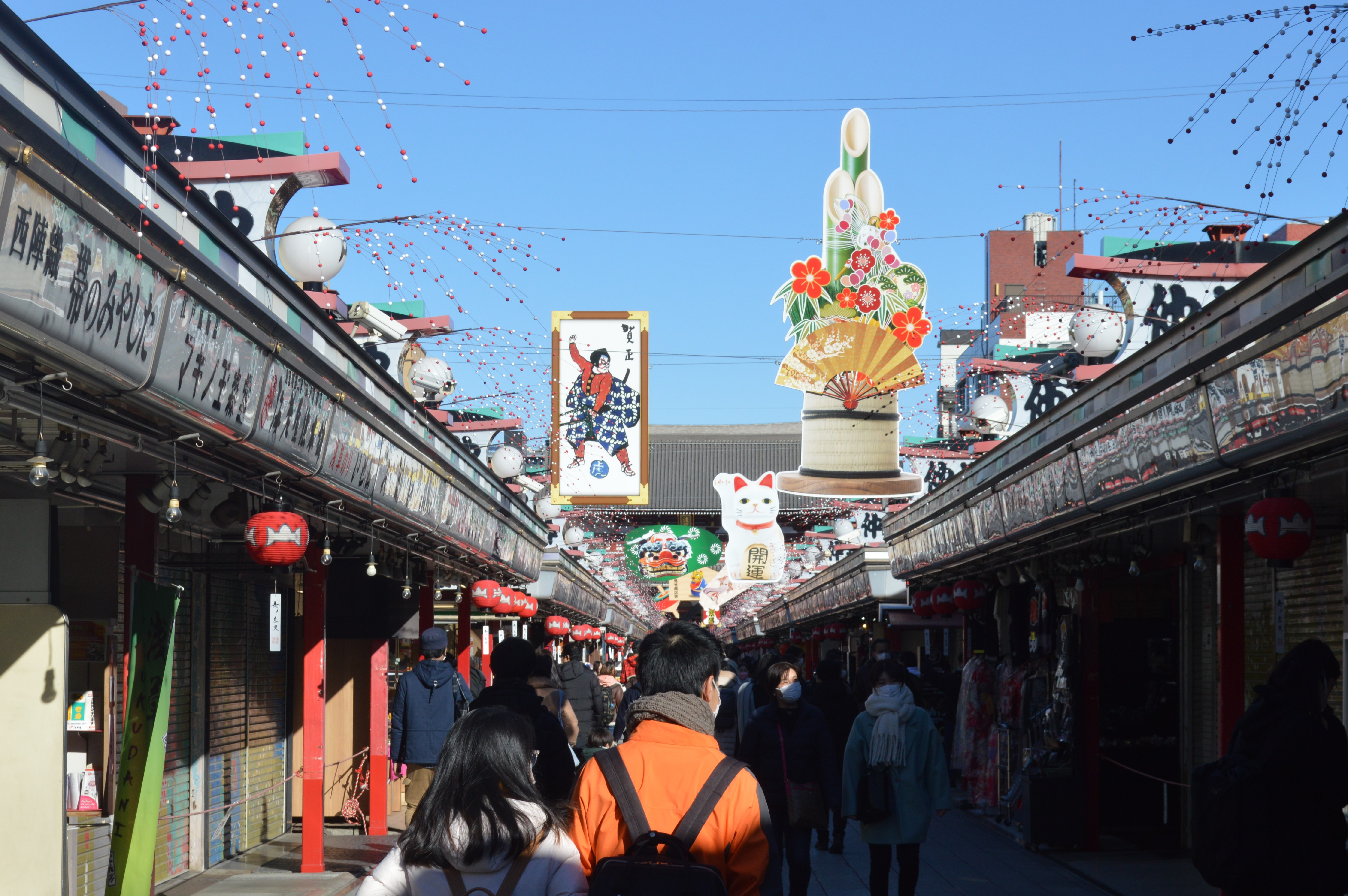
仲見世通り

仲見世通り（なかみせどおり）は、東京都台東区浅草の浅草寺参道にある商店街。

## 概要
浅草寺の雷門から宝蔵門までの参道約250mに約90店舗がある。江戸時代前期に浅草寺の境内や参道の清掃の賦役が課せられていた地元住民に対して、特権として参道等での営業の特権が与えられたのが起源になっている。元禄から享保年間（一説には貞享2年（1685年）頃）にかけて形成された日本で最も古い商店街の一つとされる。
江戸時代には伝法院から仁王門寄りの店を役店（やくだな）と呼び、「二十軒茶屋」と呼ばれる20件の水茶屋が並んでいた。また、雷門寄りの店は平店（ひらみせ）と呼び、玩具、菓子、土産品などを販売していた。
明治時代になると廃仏毀釈の影響もあり、寺領は政府に没収されて東京府の管轄となり、公園法の制定により江戸時代に認められていた一切の特権が失われた。1885年（明治18年）5月には東京府から全店の取り払いが命じられた。
1885年12月には赤煉瓦造りの建物が新たに完成して近代仲見世が誕生した。赤煉瓦造りの建物も1923年（大正12年）の関東大震災で壊滅し、1925年（大正14年）に桃山風朱塗りの鉄筋コンクリート造りの商店街に生まれ変わった。
第二次世界大戦で被災し建物内部は焼失したが、大正末期の外観は失われず復興された。
商店街の土地は浅草寺所有、建物はかつて東京都が所有していたものを2017年寺が買い取ったことに伴い固定資産税が課されることになり、商店街側は反発したが向こう8年間かけて約16倍に家賃を改定することで2018年4月に合意に至った。

## 主な店舗
- 江戸趣味小玩具仲見世 助六（玩具）[3]
- 木村家本店（人形焼）[3]
- 浅草九重（あげまんじゅう）[3]
- 前田商店（雷おこし）[3]